# 至元盛世
至元盛世，又稱至元之治、中統至元之治、至元之隆或蒙元之治，在中國歷史上，在元朝元世祖忽必烈皇帝統治下產生的太平盛世，是蒙古治世的一部份。
延續了成吉思汗的蒙古帝國，忽必列率領蒙古人入主中原，在中國推動農業與商業復興，提倡儒學，社會經濟與文明發展，使中國進入繁榮的世界。

## 概論
至元盛世，這個名稱來自於元世祖忽必烈的年號，中統與至元，用以描述蒙古帝國在中國帶來的繁榮時期。
在西方史學界，很早就出現蒙古治世的說法。在中國傳統史觀中，極少強調元朝時代有出現盛世，最早提倡這個觀念的學者為中華人民共和國學者韓儒林。在1984年發表的〈忽必烈與至元盛世〉，引述韓儒林的觀點，首次提出「至元盛世」一詞。之後，這個觀點在中華人民共和國開始盛行，或稱為至元之治。
1995年首次出版的《中国古代的太平盛世》，將至元盛世與更早的文景之治，貞觀之治，永樂盛世並列為中國盛世之一。